# Tårnborg Sogn
Tårnborg Sogn 
ist eine Kirchspielsgemeinde (dän.: Sogn) bei der Stadt Korsør
auf der Insel Sjælland im südlichen Dänemark.
Bis 1970 gehörte sie zur Harde Slagelse Herred im damaligen Sorø Amt, danach zur Korsør Kommune im Vestsjællands Amt, die im Zuge der  Kommunalreform zum 1. Januar 2007 in der Slagelse Kommune in der Region Sjælland aufgegangen ist.

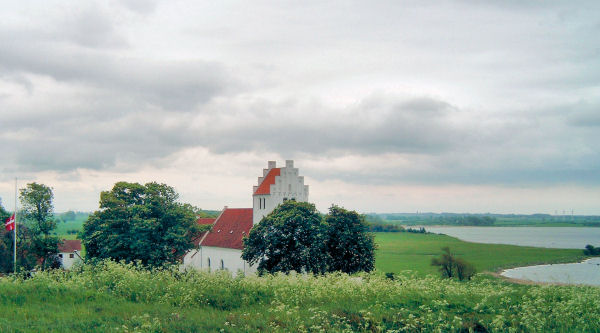
Tårnborg Kirke – aus der Sicht der Ruine der Festung Tårnborg

Im Kirchspiel leben 2820 Einwohner, davon 1892 im Kirchdorf Svenstrup (Stand: 1. Januar 2023).
Im Kirchspiel liegt die Kirche „Tårnborg Kirke“.
Nachbargemeinden sind im Westen Halskov Sogn und Sankt Povls Sogn, die beiden Kirchspiele der Stadt Korsør, sowie im Nordosten Kirke Stillinge Sogn, im Osten Vemmelev Sogn und im Südosten Boeslunde Sogn.